# Çanakçı (district)
Çanakçı is een Turks district in de provincie Giresun en telt 7.257 inwoners (2007). Het district heeft een oppervlakte van 282,2 km². Hoofdplaats is Çanakçı.
De bevolkingsontwikkeling van het district is weergegeven in onderstaande tabel.
| 1997   | 2000   | 2007  |
| ------ | ------ | ----- |
| 10.843 | 15.245 | 7.257 |